# Canta Jerez
Canta Jerez est un album collectif de flamenco publié en 1967 par le label Hispavox. 

## Présentation
Canta Jerez réunit les cantaores (chanteurs de flamenco) originaires de Jerez : Terremoto de Jerez, El Sordera, Sernita de Jerez, Tío Borrico, Romerito de Jerez et Diamante Negro, ainsi que les guitaristes Paco Cepero et Paco de Antequera.
Au fil du temps, le disque est devenu un objet de culte. Il est considéré comme un des albums où s'exprime le mieux l'essence du flamenco.

## Liste des chansons
| No  | Titre                                              | Durée |
| --- | -------------------------------------------------- | ----- |
| 1.  | Que llores por mi querer (Fandangos del gloria)    |       |
| 2.  | Te tiene que faltar (Bulería por soleá)            |       |
| 3.  | Con qué grandes fatigas (Siguiriyas)               |       |
| 4.  | Yo seré leña en tu corral (Soleares)               |       |
| 5.  | Moritos a caballo (Cabales)                        |       |
| 6.  | Los caminos se hicieron (Bulerías de Nochebuena)   |       |
| 7.  | Que dobles me dieron (Seguiriyas)                  |       |
| 8.  | Ponte donde yo te vea (Soleá de Juaniquí)          |       |
| 9.  | Porque le pegas tu a mi 'mare' (Martinete)         |       |
| 10. | De Santiago y Santa Ana (Seguiriyas)               |       |
| 11. | Fiesta en el barrio Santiago (Fiesta por bulerías) |       |